# كسر تشانس
كسرُ تشانْس أو كسرُ حِزام الأمان (بالإنجليزية: Chance fracture)‏ هو نوع من الكسر الفِقاريّ ينتُج من الثَّني المُفرِط للسيساء. تتضمَّن الأعراض تَكَدُّمًا بَطنيًّا (علامة حزام المقعد) أو الأقل شيوعًا هو شلل السِّيقان، ويوجد في نصف الحالات تقريبًا إصابة بطنيَّة مُرافِقة مثل الفَتق الطِّحاليّ أو إِصابَة الأمعاء الدَّقيقة أو إصابة بَنكرياسيَّة أو المِزقة المَساريقيَّة؛ ويُمكن ألَّا تكون إصابة الأمعاء الدَّقيقة واضحة في اليوم الأوَّل.
السبب عادةً هو حادِث مُروريّ في مُواجَهة مُباشرة بحيث يكون الشَّخص المُتأذِّي مُرتديًا حزام أمان، كأن تُضرَب في بطنك بواسطة شيء ما كشجرة أو أيّ وقوع ينتج عنه هذا النَّمط من الكسر. يحدث فيه غالبًا تمزُّق الأعمدة الثلاثة لفقرات الجسم (الأماميَّة والوسطى والخلفيَّة)، وأكثر المناكق شيوعًا هي الشَّوكة الصدريَّة السُّفلى والقطنيَّة العُليا. يُنصَح بالتَفَرُّس المَقْطَعِيّ المُحَوسَب كجزء من العمل التشخيصيّ للتحقُّق من وجود أيّ إصابات بَطنيَّة مُحتملة، وغالبًا ما يكون الكسر غير ثابتٍ.
قد يكون العلاج تحفُّظيًّا باستعمال سِناد أو بواسطة جراحة، لكن يبقى هذا الكسر نادرًا. لقد وصفه لأوَّل مرَّة عالم الأشعَّة ج. ك. تشانس (بالإنجليزية: G. Q. Chance)‏ من مانشستر في 1948م، وأصبح الكسر أكثر شيوعًا في الخمسينيَّات (~1950) والستينيَّات (~1960) قبل انتشار أحزمة الأمان.

## الآلية
في بعض كسور تشانس يكون هناك كسر مُستَعرِض خلال النَّاتِئ الشَّوكِيّ بينما في أُخرى هناك تمزُّق للأَرْبِطَة فَوقَ الشَّوْك والرِّباط الأصفر والرِّباط بَينَ السَّناسِن والرِّباط الطُّولانِيّ الخَلْفِيّ.

## التشخيص

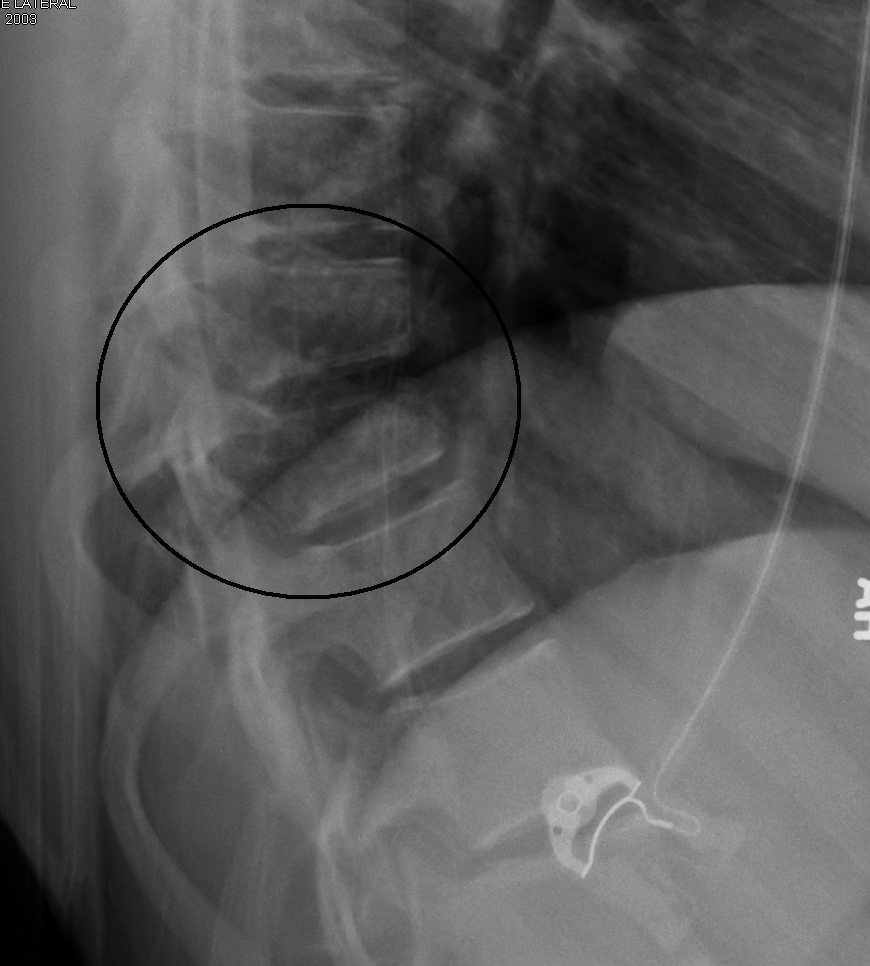
كسر افتراق الثَّني عند T10 وكسر T9 بسبب حزام المَقعد خلال تصادم السيارة.

قد يُشَك بكسر تشانس على صورة أَشِعَّة سينيَّة واضحة إذا كان النَّاتِئان الشَّوكِيَّان مُبتعدان كثيرًا عن بعضهما.
يُنصَح بالتَفَرُّس المَقْطَعِيّ المُحَوسَب للصدر والبطن والحوض كجزء من العمل التشخيصيّ للتحقُّق من وجود إصابات بَطنيَّة مُحتملة، وقد يكون التَّصوير بالرَّنين المغناطيسيّ مُفيدًا أيضًا. غالبًا ما يكون الكسر غير ثابتٍ.

## التاريخ
وصفه لأوَّل مرَّة عالم الأشعَّة ج. ك. تشانس (بالإنجليزية: G. Q. Chance)‏ من مانشستر في عام 1948م، وأصبح الكسر أكثر شيوعًا في الخمسينيَّات (~1950) والستينيَّات (~1960) قبل انتشار أحزمة الأمان.